# Adémar d'Angoulême
Aymar ou Adémar (mort le 2 avril 926) est comte de Poitiers de 890 à 902 et d'Angoulême de 916 à 926. Il est fils d'Émenon, comte de Poitiers, puis d'Angoulême et de Périgueux et probablement d'une robertienne, fille du comte Eudes Ier de Troyes.

## Biographie
Son père est tué en 866 lors d'un combat contre son parent Landri, comte de Saintes et ses deux fils Adémar et Adalelme sont trop jeunes pour assurer la défense et la gestion d'Angoulême et de Périgueux, qui sont les fiefs d'Émenon. Le roi Charles le Chauve confie alors les comtés et la tutelle des deux enfants à un de leurs parents, Vulgrin, comte d'Angoulême et d'Agen,.
Cousin du roi Eudes, il apparaît à la cour en 889 à la tête d'un détachement pour rejoindre l'ost du roi et combattre une nouvelle incursion viking,. Le 5 août 890, Ramnulf II, comte de Poitiers, meurt à Paris, peut-être empoisonné, laissant son comté à son fils Ebles Manzer, encore enfant, sous la garde de Géraud d'Aurillac. Ramnulf avait été un des seigneurs aquitains à ne pas reconnaître l'élection d'Eudes, puis un an plus tard à ne l'accepter que du bout des lèvres, aussi Eudes cherche à profiter de la mort de Ramnulf pour imposer son autorité à l'Aquitaine et y installer son frère Robert, marquis de Neustrie. Ne voulant pas intervenir directement, ils incitent leur parent Aymar à attaquer Géraud et Ebles, tout en lui confiant l'armée royale. À la tête de cette armée, Aymar prend Poitiers en septembre 892 et oblige Ebles et Géraud à se réfugier en Auvergne. Les deux oncles d'Ebles, Gauzbert, comte de Saintonge et Ebles, abbé de Saint-Denis et de Saint-Hilaire de Poitiers, prennent les armes contre Adémar, mais sont tués dans les combats qui s'ensuivent,.
Une fois qu'Aymar contrôle le comté de Poitiers, Eudes prend la direction des opérations, le lui retire en janvier 893 pour le donner à son frère Robert. Profitant d'une absence de Robert, Aymar surprend la garnison laissée par Robert et reprend la ville et le comté. Les deux Robertiens ne peuvent pas le combattre, car ils apprennent alors que le prince carolingien Charles le Simple vient de se faire couronner roi en compétition avec Eudes. Pendant une dizaine d'années, un équilibre va s'installer entre les partisans d'Eudes et ceux de Charles III le simple, laissant en paix le comté de Poitiers. Aymar va cependant tenter de prendre Aurillac en mars 894, probablement pour éliminer Ebles Manzer, de sorte que Géraud va confier le jeune Ebles à Guillaume le Pieux, duc d'Aquitaine,.
Eudes meurt en 898 et Adémar est l'un des premiers seigneurs à reconnaître Charles le simple comme seul roi. Ce dernier reconnaît Aymar (Adémar) comme comte de Poitiers et le fait comte du Limousin, mais a une préférence pour Ebles Manzer, qu'il a connu au cours de leur enfance. Fort du soutien de Guillaume le Pieux et de la neutralité du roi, et profitant d'une absence d'Aymar, Ebles s'empare de Poitiers en 902 et en devient le comte et Aymar se réfugie à Périgueux auprès du comte Guillaume Ier de Périgord, parent de son épouse,.
Le 27 mars 916, Audoin, comte d'Angoulême et frère de Guillaume Ier de Périgord, meurt et la tutelle de son fils Guillaume est confiée à Aymar, qui devient ainsi comte d'Angoulême. Il meurt dix ans plus tard, le 2 avril 926, et Guillaume qui sera dit Taillefer devient alors comte d'Angoulême. Adémar est enterré à Poitiers,,.

## Famille
Il a épousé Sancia, fille,, ou sœur, de Guillaume Ier, comte de Périgord, lequel est fils de Vulgrin Ier, comte d'Angoulême, de Saintonge, de Périgueux et d'Agen. Aucun enfant connu n'est né de ce mariage. Sancia fut victime d'une tentative d'assassinat en 918 par le vicomte de Marcillac Lambert et son frère Arnaud, tentative qui se solda par l'exécution des deux coupables.